# Тарасовы (деревня)
Тарасовы — деревня в Оричевском районе Кировской области в составе Мирнинского городского поселения.

## География
Располагается на расстоянии примерно 18 км по прямой на запад-юго-запад от райцентра поселка Оричи.

## История
Известна с 1727 года как деревня Ишутинская с 5 дворами, в 1764 году отмечено 83 жителя. В 1873 здесь (деревня Ишутинская или Тарасовы) учтено дворов 29 и жителей 213, в 1905 65 и 315, в 1926 (деревня Тарасовы или Ишутиновская ) 71 и 371, в 1950 100 и 280, в 1989 году проживало 140 человек.

## Население
| 2010 |
| ---- |
| 41   |

Постоянное население  составляло 81 человек (русские 99%) в 2002 году, 41 в 2010.

## Известные уроженцы, жители
В 1957 году среднюю школу в деревне Тарасовы окончил Виктор Савиных, в будущем известный  космонавт и учёный.